# Tiểu Thành Chi Xuân (phim)
Tiểu Thành Chi Xuân (tiếng anh: Spring in a Small Town; tiếng Trung: 小城之春) là một bộ phim đen trắng của Trung Quốc năm 1948, do Phí Mục đạo diễn, Lý Thiên Tế viết kịch bản và công ty điện ảnh Văn Hoa sản xuất. Phim kể về một câu chuyện tình yêu xảy ra tại một thị trấn nhỏ ở phía nam sông Dương Tử, xoay quanh chuyện tình day dứt giữa ba con người. Không có cốt truyện đột phá cao trào bộ phim ghi điểm bởi nghệ thuật xây dựng tâm lý nhân vật đỉnh cao, khám phá nội tâm và cảm xúc thông qua những hoàn cảnh khó xử. Bộ phim được xem là tiên phong trong việc sử dụng ngôn ngữ thơ trong điện ảnh. Năm 2005, bộ phim đứng thứ nhất trong danh sách "100 phim điện ảnh Trung Quốc hay nhất" do Hiệp hội Giải thưởng Điện ảnh Hồng Kông bình chọn.

## Tóm tắt
Phim lấy bối cảnh sau cuộc chiến tranh Trung - Nhật kể về một gia đình thời hậu chiến tại một thị trấn nhỏ ở phía nam sông Dương Tử. Đái Lễ Ngôn là chồng, một người đàn ông tàn tật luôn chìm đắm trong những hồi tưởng về quá khứ và mất mát. Cuộc hôn nhân của anh với Chu Ngọc Văn từ lâu đã không còn tình yêu, tuy vậy nhưng 2 người vẫn luôn quan tâm đến nhau. Và rồi một ngày người bạn thời thơ ấu của Đái Lễ Ngôn là Chương Chí Thầm người đã si mê Chu Ngọc Văn trước khi quen biết chồng cô xuất hiện. Từ đây cuộc tình ba người bắt đầu.

## Diễn viên
- Thạch Vũ - Đái Lễ Ngôn
- Vi Vĩ - Chu Ngọc Văn
- Lý Vĩ - Chương Chí Thầm
- Trương Hồng Mi - Đái Tú
- Thôi Siêu Minh - lão Hoàng

## Giải thưởng
| Giải thưởng                               | Hạng mục                                  | Kết quả   |
| ----------------------------------------- | ----------------------------------------- | --------- |
| Giải thưởng phê bình phim Thượng Hải 2005 | Top 22 phim điện ảnh Trung Quốc hay nhất  | Đoạt giải |
| Giải thưởng điện ảnh Hồng Kông 2005       | Top 100 phim điện ảnh Trung Quốc hay nhất | Đoạt giải |